# Panax zingiberensis
Panax zingiberensis là một loài thực vật thuộc họ Araliaceae. Đây là loài đặc hữu của Trung Quốc.